# Biel-Täuffelen-Ins-Bahn
| Streckennummer (BAV): | 261                 |                                         |                                         |
| Fahrplanfeld: | 290                 |                                         |                                         |
| Streckenlänge: | 21,19 km            |                                         |                                         |
| Spurweite: | 1000 mm (Meterspur) |                                         |                                         |
| Stromsystem: | 1300 V =            |                                         |                                         |
| Maximale Neigung: | 48 ‰                |                                         |                                         |
| |                     |                                         |                                         |
| \| \| \| Übergang zur Strassenbahn Biel bis 1948 \| \| \| \| \| Biel Bahnhofplatz (1926–1975) \| \| \| \| \| Unterführung SBB \| \| \| \| 0,00 \| Biel/Bienne \| 430 m ü. M. \| \| \| \| Anschluss an SBB \| \| \| \| \| Tunnel Biel 215 m \| \| \| \| \| \| \| \| \| \| Zihl \| \| \| \| 1,17 \| Nidau 433 m ü. M. \| Nidau 433 m ü. M. \| \| \| \| Übergang zur Strassenbahn Biel bis 1948 \| \| \| \| \| Eigene Trasse ab 1926 \| \| \| \| \| Nidau-Büren-Kanal 64 m \| \| \| \| 1,66 \| Nidau Beunden 434 m ü. M. \| Nidau Beunden 434 m ü. M. \| \| \| 2,14 \| Ipsach 435 m ü. M. \| Ipsach 435 m ü. M. \| \| \| 2,91 \| Ipsach Herdi 438 m ü. M. \| Ipsach Herdi 438 m ü. M. \| \| \| 4,24 \| Sutz 450 m ü. M. \| Sutz 450 m ü. M. \| \| \| 4,95 \| Lattrigen 455 m ü. M. \| Lattrigen 455 m ü. M. \| \| \| 6,31 \| Mörigen 481 m ü. M. \| Mörigen 481 m ü. M. \| \| \| 7,74 \| Gerolfingen 502 m ü. M. \| Gerolfingen 502 m ü. M. \| \| \| \| \| \| \| \| 8,81 \| Täuffelen 492 m ü. M. \| Täuffelen 492 m ü. M. \| \| \| \| Depot und Werkstätte \| \| \| \| 10,18 \| Hagneck 452 m ü. M. \| Hagneck 452 m ü. M. \| \| \| \| Hagneck-Kanal 91 m \| \| \| \| 11,61 \| Lüscherz 446 m ü. M. \| Lüscherz 446 m ü. M. \| \| \| 13,53 \| Siselen Ausweiche 440 m ü. M. \| Siselen Ausweiche 440 m ü. M. \| \| \| \| Siselen bis 2015 \| \| \| \| \| Siselen-Finsterhennen 440 m ü. M. \| \| \| \| 13,94 \| Finsterhennen bis 2015 \| 441 m ü. M. \| \| \| 16,51 \| Brüttelen 447 m ü. M. \| Brüttelen 447 m ü. M. \| \| \| 19,78 \| Ins Anker temporäre Haltestelle \| Ins Anker temporäre Haltestelle \| \| \| 20,21 \| Ins Dorf 476 m ü. M. \| Ins Dorf 476 m ü. M. \| \| \| 21,19 \| Ins 438 m ü. M. \| Ins 438 m ü. M. \| \| \| \| Rollschemelanlage (1917–1997) \| \| \| \| \| Anschluss an BLS-BN und TPF-FMA \| \| |                     |                                         |                                         |
| U-Bahn-Grenze mit Eisenbahn (Strecke außer Betrieb) |                     | Übergang zur Strassenbahn Biel bis 1948 | Übergang zur Strassenbahn Biel bis 1948 |
| Bahnhof (Strecke außer Betrieb) |                     | Biel Bahnhofplatz (1926–1975)           | Biel Bahnhofplatz (1926–1975)           |
| Bahnhof quer · Kreuzung geradeaus unten (Strecke geradeaus außer Betrieb) |                     | Unterführung SBB                        | Unterführung SBB                        |
| Kopfbahnhof Streckenanfang (im Tunnel) · Strecke (außer Betrieb) | 0,00                | Biel/Bienne                             | 430 m ü. M.                             |
| Strecke (im Tunnel) · Strecke (außer Betrieb) |                     | Anschluss an SBB                        | Anschluss an SBB                        |
| Tunnelende · Strecke (außer Betrieb) |                     | Tunnel Biel 215 m                       | Tunnel Biel 215 m                       |
| Strecke nach links · Abzweig ehemals geradeaus und von rechts |                     |                                         |                                         |
| Brücke über Wasserlauf |                     | Zihl                                    | Zihl                                    |
| Bahnhof | 1,17                | Nidau 433 m ü. M.                       | Nidau 433 m ü. M.                       |
| U-Bahn-Grenze mit Eisenbahn (Strecke außer Betrieb) · Strecke |                     | Übergang zur Strassenbahn Biel bis 1948 | Übergang zur Strassenbahn Biel bis 1948 |
| Abzweig ehemals geradeaus und von links · Strecke nach rechts |                     | Eigene Trasse ab 1926                   | Eigene Trasse ab 1926                   |
| Brücke über Wasserlauf |                     | Nidau-Büren-Kanal 64 m                  | Nidau-Büren-Kanal 64 m                  |
| Haltepunkt / Haltestelle | 1,66                | Nidau Beunden 434 m ü. M.               | Nidau Beunden 434 m ü. M.               |
| Haltepunkt / Haltestelle | 2,14                | Ipsach 435 m ü. M.                      | Ipsach 435 m ü. M.                      |
| Haltepunkt / Haltestelle | 2,91                | Ipsach Herdi 438 m ü. M.                | Ipsach Herdi 438 m ü. M.                |
| Haltepunkt / Haltestelle | 4,24                | Sutz 450 m ü. M.                        | Sutz 450 m ü. M.                        |
| Bahnhof | 4,95                | Lattrigen 455 m ü. M.                   | Lattrigen 455 m ü. M.                   |
| Haltepunkt / Haltestelle | 6,31                | Mörigen 481 m ü. M.                     | Mörigen 481 m ü. M.                     |
| Haltepunkt / Haltestelle | 7,74                | Gerolfingen 502 m ü. M.                 | Gerolfingen 502 m ü. M.                 |
| Kulminations-/Scheitelpunkt |                     |                                         |                                         |
| Bahnhof | 8,81                | Täuffelen 492 m ü. M.                   | Täuffelen 492 m ü. M.                   |
| Strecke |                     | Depot und Werkstätte                    | Depot und Werkstätte                    |
| Haltepunkt / Haltestelle | 10,18               | Hagneck 452 m ü. M.                     | Hagneck 452 m ü. M.                     |
| Brücke über Wasserlauf |                     | Hagneck-Kanal 91 m                      | Hagneck-Kanal 91 m                      |
| Haltepunkt / Haltestelle | 11,61               | Lüscherz 446 m ü. M.                    | Lüscherz 446 m ü. M.                    |
| Dienststation / Betriebs- oder Güterbahnhof | 13,53               | Siselen Ausweiche 440 m ü. M.           | Siselen Ausweiche 440 m ü. M.           |
| Strecke |                     | Siselen bis 2015                        | Siselen bis 2015                        |
| Haltepunkt / Haltestelle |                     | Siselen-Finsterhennen 440 m ü. M.       | Siselen-Finsterhennen 440 m ü. M.       |
| ehemaliger Haltepunkt / Haltestelle | 13,94               | Finsterhennen bis 2015                  | 441 m ü. M.                             |
| Bahnhof | 16,51               | Brüttelen 447 m ü. M.                   | Brüttelen 447 m ü. M.                   |
| ehemaliger Haltepunkt / Haltestelle | 19,78               | Ins Anker temporäre Haltestelle         | Ins Anker temporäre Haltestelle         |
| Bahnhof | 20,21               | Ins Dorf 476 m ü. M.                    | Ins Dorf 476 m ü. M.                    |
| Kopfbahnhof Strecke ab hier außer Betrieb | 21,19               | Ins 438 m ü. M.                         | Ins 438 m ü. M.                         |
| Blockstelle (Strecke außer Betrieb) |                     | Rollschemelanlage (1917–1997)           | Rollschemelanlage (1917–1997)           |
| |                     | Anschluss an BLS-BN und TPF-FMA         |                                         |

Die Biel-Täuffelen-Ins-Bahn (BTI) war eine Bahngesellschaft im Kanton Bern in der Schweiz. Sie fusionierte 1999 mit der Regionalverkehr Oberaargau (RVO), der Solothurn-Niederbipp-Bahn (SNB) und den Oberaargauischen Automobilkursen (OAK) zur Aare Seeland mobil (ASm), welche heute die gut 21 km lange, meterspurige Bahnstrecke Biel–Täuffelen–Ins betreibt.

## Geschichte

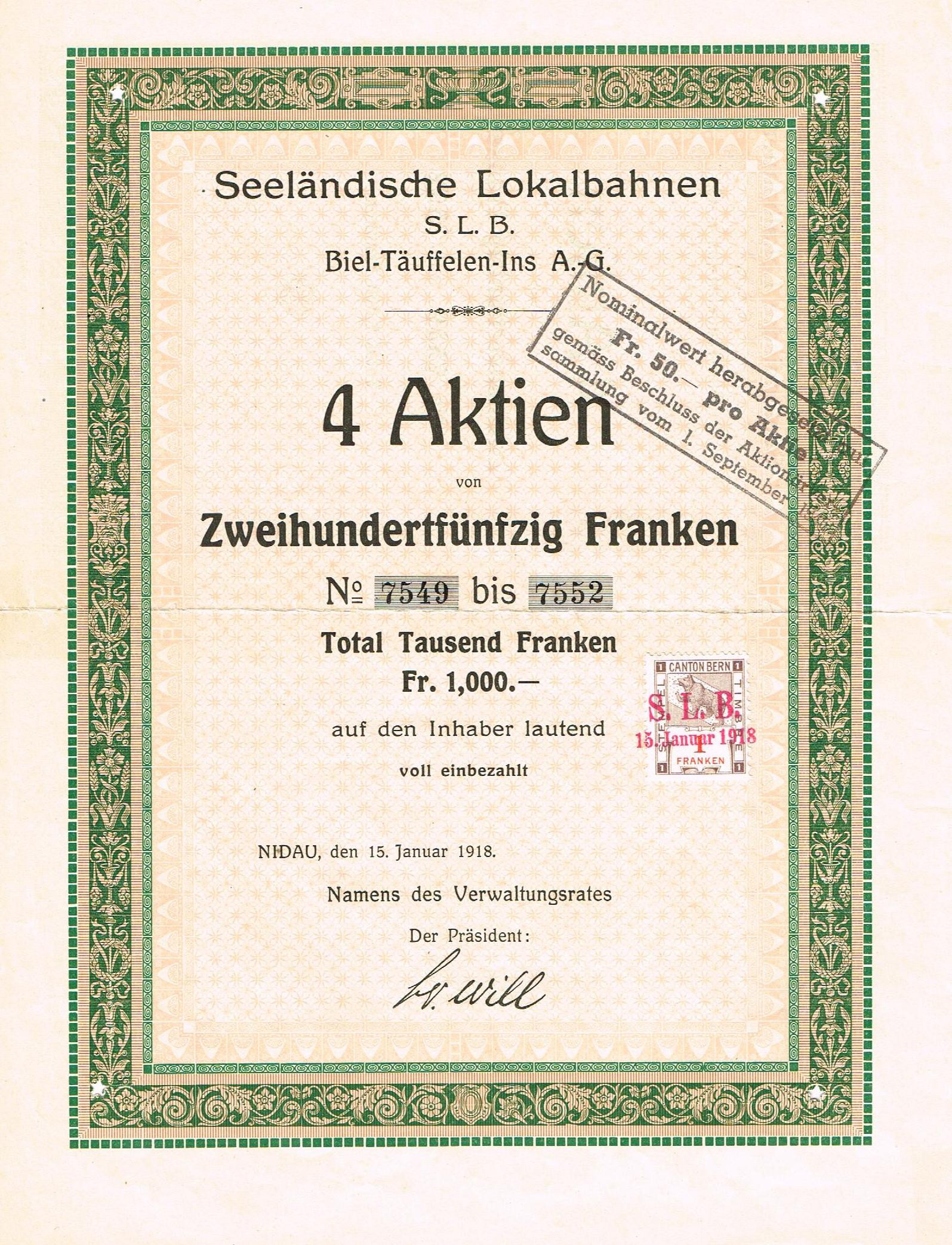
Zertifikat für 4 Aktien zu je 250 Franken der Seeländischen Lokalbahnen vom 15. Januar 1918

Im Jahre 1912 mit Sitz in Täuffelen als Seeländische Lokalbahnen (SLB) gegründet, wurde der erste Streckenabschnitt von Nidau nach Siselen am 4. Dezember 1916 eröffnet; am 19. März 1917 folgte der Abschnitt von Siselen nach Ins. Da in Ins die Strecke an der normalspurigen Strecke der Bern-Neuenburg-Bahn (BN) endete, wurde gleichzeitig eine Rollschemelanlage für den Transport normalspuriger Güterwagen auf der Meterspurstrecke eröffnet.
Der letzte Streckenabschnitt zwischen Nidau und dem Bieler Bahnhofplatz folgte schliesslich am 21. August 1926, zuvor nutzte die Bahn die Strecke der Strassenbahn Biel, um den Bahnhof zu erreichen. Auch hier wurde gleichzeitig eine Rollschemelanlage in Betrieb genommen; die möglichen Zustellpunkte umfassten die gesamte Bahnstrecke der damaligen Seeländischen Lokalbahnen.
Die Bahnstrecke Biel–Täuffelen–Ins blieb die einzige Bahnstrecke der Seeländischen Lokalbahnen.
Die Seeländischen Lokalbahnen wurden per 1. September 1945 in Biel-Täuffelen-Ins-Bahn (BTI) umbenannt. Die zwischen den Oberaargau-Jura-Bahnen (OJB) und der Solothurn-Niederbipp-Bahn (SNB) bereits seit längerem bestehende Zusammenarbeit wurde 1960 vertraglich geregelt.
Am 22. Mai 1975 wurde die neue unterirdische Einführung der Biel-Täuffelen-Ins-Bahn in den Bahnhof Biel in Betrieb genommen. Damit wurde die als Strassenbahn trassierte Stadtstrecke aufgehoben, die unter der grossen SBB-Eisenbahnbrücke hindurch auf den Bieler Bahnhofplatz führte. Mit der Tunnelstation wurde der Zugang zu den Zügen der Schweizerischen Bundesbahnen (SBB) verkürzt und der Bahnhofplatz frei für eine Umgestaltung.
Ein erstes Vorzeichen für die spätere Fusion ist ein formales Abkommen, das am 5. April 1984 zwischen der Biel-Täuffelen-Ins-Bahn (BTI), den Oberaargau-Jura-Bahnen (OJB), der Solothurn-Niederbipp-Bahn (SNB), den Oberaargauischen Automobilkursen (OAK), der Ligerz-Tessenberg-Bahn (LTB) und der Bielersee-Schifffahrts-Gesellschaft (BSG) unter dem Namen Oberaargau-Solothurn-Seeland-Transport (OSST) abgeschlossen wurde.
1997 wurde der erste von sieben Niederflur-Gelenktriebwagen (GTW) Be 2/6 in Betrieb genommen.
Die Mehrheit der Teilnehmer von Oberaargau-Solothurn-Seeland-Transport vollzogen 1999 die Fusion zur Aare Seeland mobil (ASm). Die Ligerz-Tessenberg-Bahn schloss sich erst im Jahre 2003 an, wogegen die Bielersee-Schifffahrts-Gesellschaft bis heute rechtlich selbständig geblieben ist.

## Strecke
Die Strecke besitzt weitgehend einen eigenen Bahnkörper, wenige hundert Meter der Strecke verlaufen auf öffentlichen Strassen. Der mit 47 Promille steilste Bahnstreckenabschnitt befindet sich zwischen den Bahnhöfen Ins und Ins Dorf.

Die BTI endet unter dem Bieler SBB-Bahnhof; dieser ist Knotenpunkt von vier SBB-Strecken. Die Bahnstrecken Biel–Solothurn–Olten und Biel–Lausanne werden auch als Jurasüdfusslinie bezeichnet. Weitere Verbindungen erfolgen über die Bahnstrecken Biel–Lyss–Bern und Biel–Sonceboz-Sombeval–La Chaux-de-Fonds.

## Planung RegioTram
Es existiert ein Projekt Regiotram agglomeration Biel/Bienne, bei dem die BTI künftig als Tram über Biel SBB Bahnhof hinaus durch die Stadt bis ins Bözingenfeld zur gleichnamigen neuen Bahnhaltestelle geführt werden sollte. Damit wären die wichtigsten Entwicklungsgebiete (Wohnen, Arbeit, Freizeit) der Region umweltgerecht erschlossen und umsteigefrei verbunden. Mit einer Gesamtlänge von 27 Kilometern entstünde die längste Tramlinie der Schweiz. Das Projekt wurde von der Behördendelegation am 26. März 2015 gestoppt.

## Rollmaterial
- BDe 4/4 5–6, von 1947 bis 1959 als CFe 4/4 5–6 bezeichnet. Der BDe 4/4 5 wurde 1977 an die Frauenfeld–Wil-Bahn (FW) verkauft. Aus der Nummer 6 entstand 1990 bis 1992 der Buffet-Triebwagen BRe 4/4 516 «Ankerstube».
- Be 4/4 523, 525 und 101 (Umnummerierung 1997?), ehemals Be 4/4 501 bis 505 (Umnummerierung 1985), ehemals Be 4/4 1 bis 5 (Übernahme durch BTI: 1974 (24, 26, 27), 1975 (25), 1978 (28/61)), ehemals SZB Be 4/4 24 bis 26 (1965), 27 und 28 (1970).
Der Be 4/4 524 erlitt am 5. März 2008 einen Totalschaden nach einem Brand und wurde durch den Be 4/4 101 aus Langenthal ersetzt.
- Bt 551 bis 554 (Umnummerierung 1985), ehemals Bt 21 bis 24 (Übernahme durch BTI), ehemals SZB Bt 84 bis 87. Es befindet sich kein Bt mehr auf der Bahnstrecke Biel–Täuffelen–Ins.
- Be 2/6 501 bis 507 (1997) Stadler
- Be 2/6 509 und 510 (2007) Stadler
- Be 2/6 511 bis 513 (1997) Stadler, von den Transports Montreux–Vevey–Riviera (MVR) übernommen

## Trivia
Die Biel-Täuffelen-Ins-Bahn trägt den Übernamen Moosrugger, was darauf zurückgeht, dass die Bahnlinie unter anderem durch das Grosse Moos führt. Der Moosrugger gibt auch dem Moosrugger-Rätsel den Namen – ein Familienausflugsangebot von Aare Seeland mobil.

## Bildergalerie

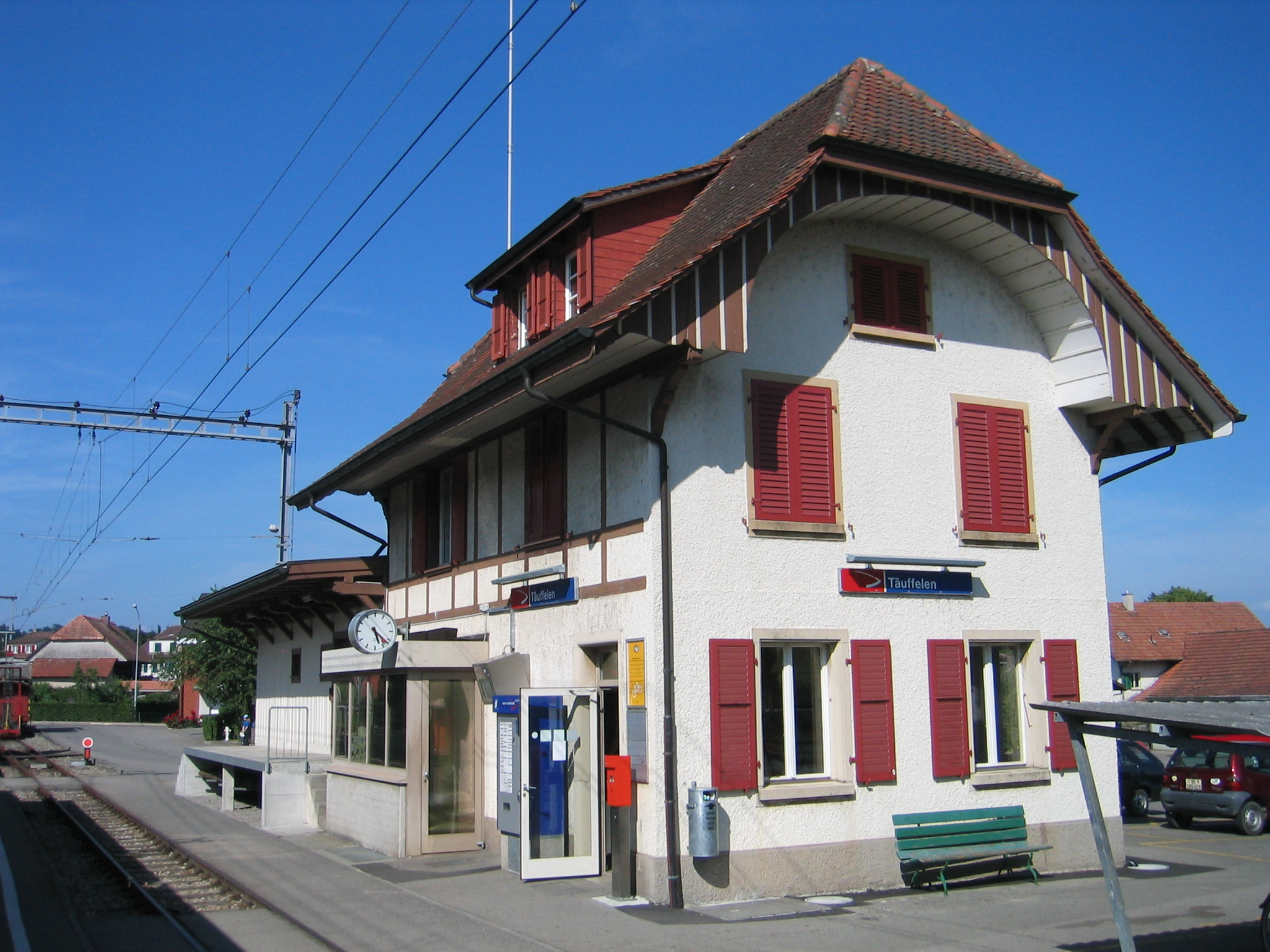
Bahnhof Täuffelen
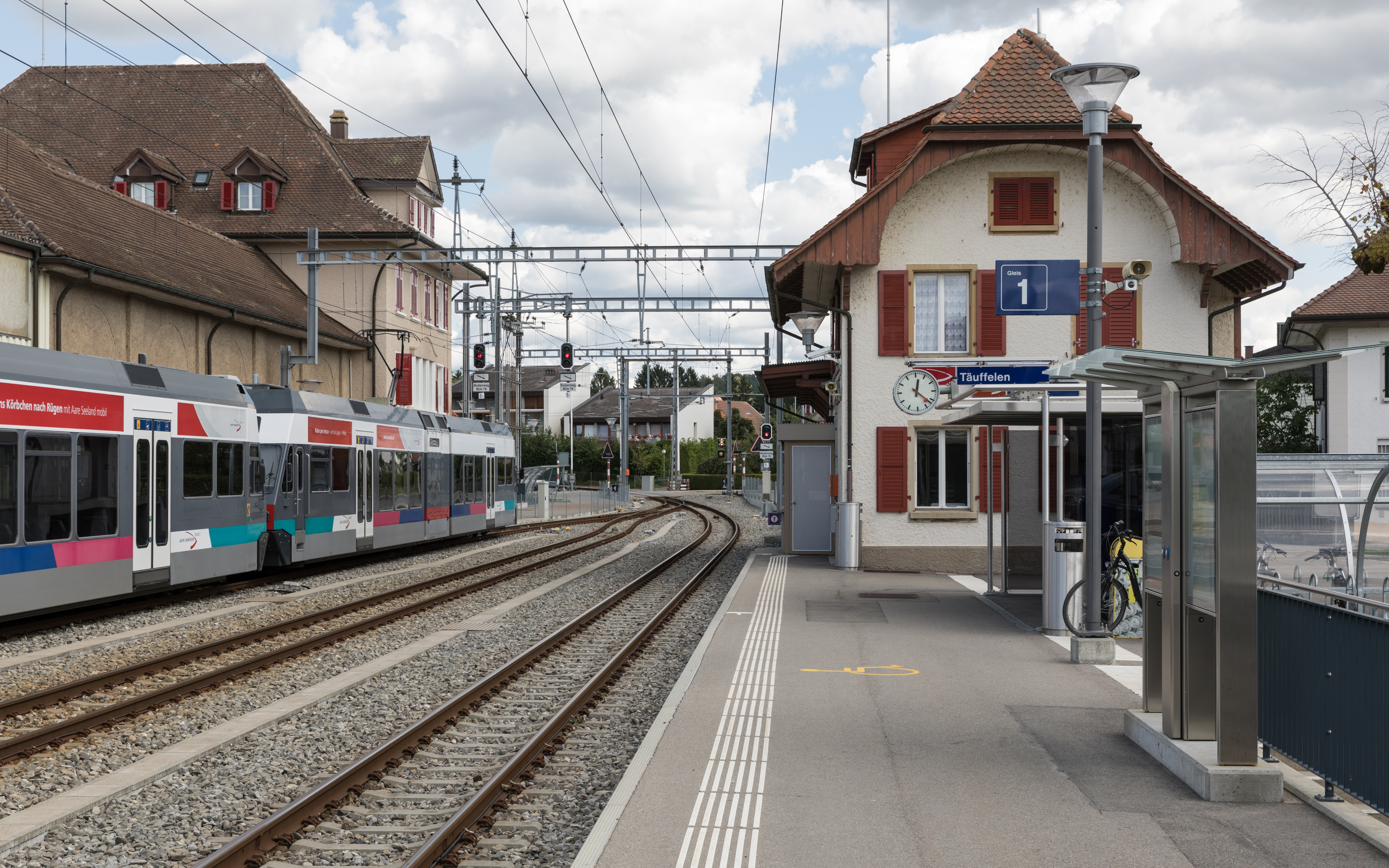
Bahnhof Täuffelen und ex-BTI-Betriebsgebäude
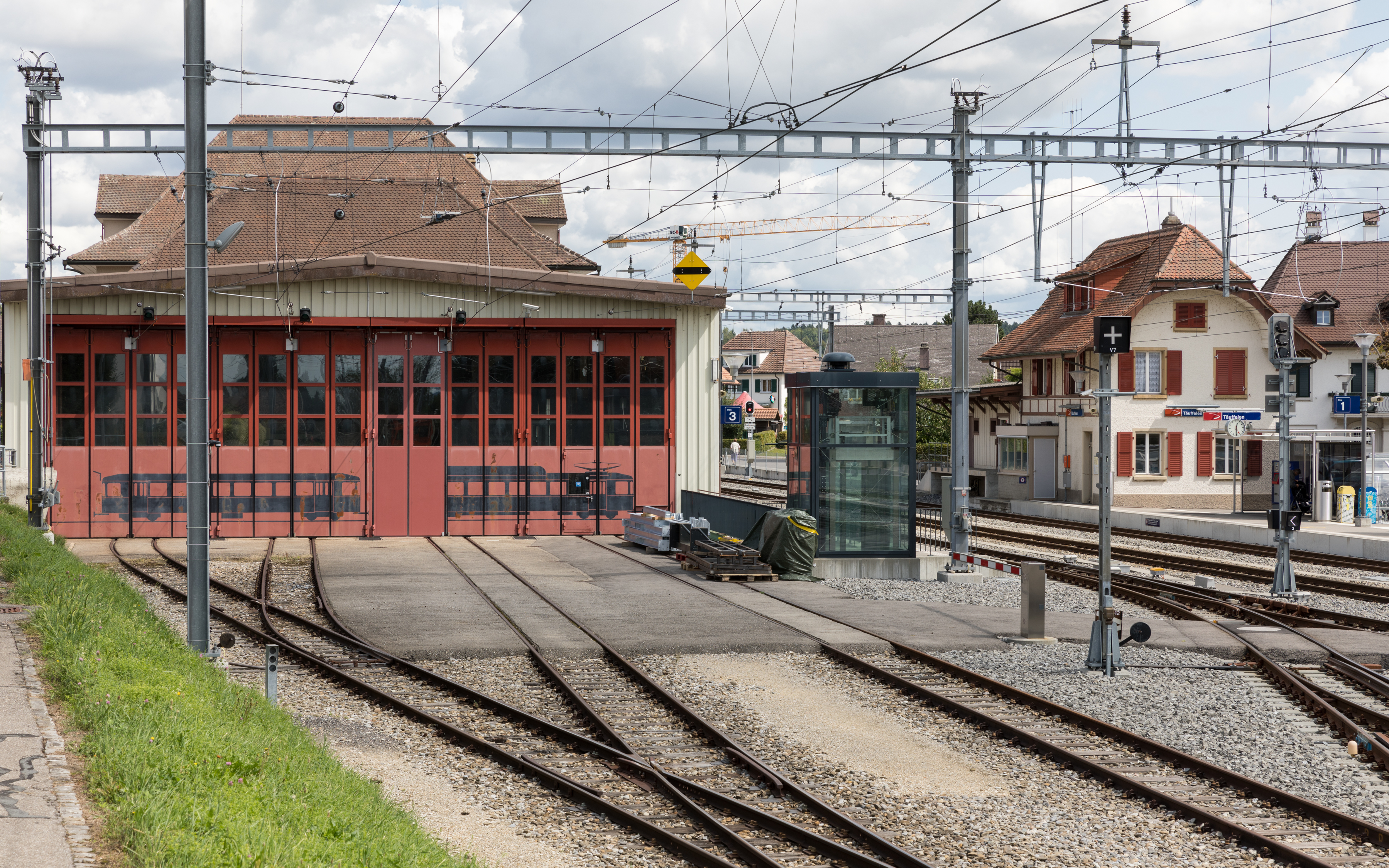
ASm- (Ex-BTI-) Fahrzeugremise und Bahnhof Täuffelen
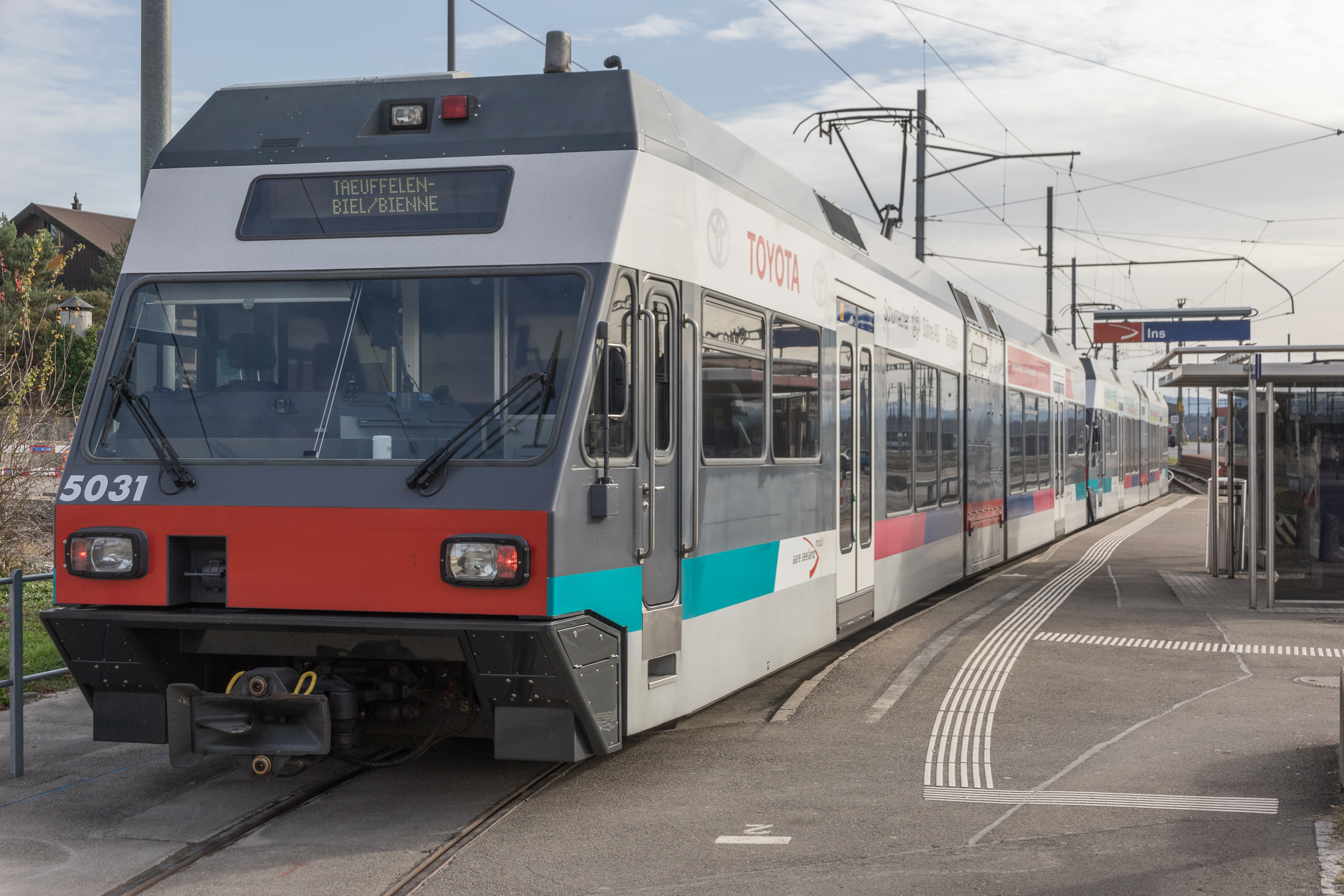
BTI Endstation Ins
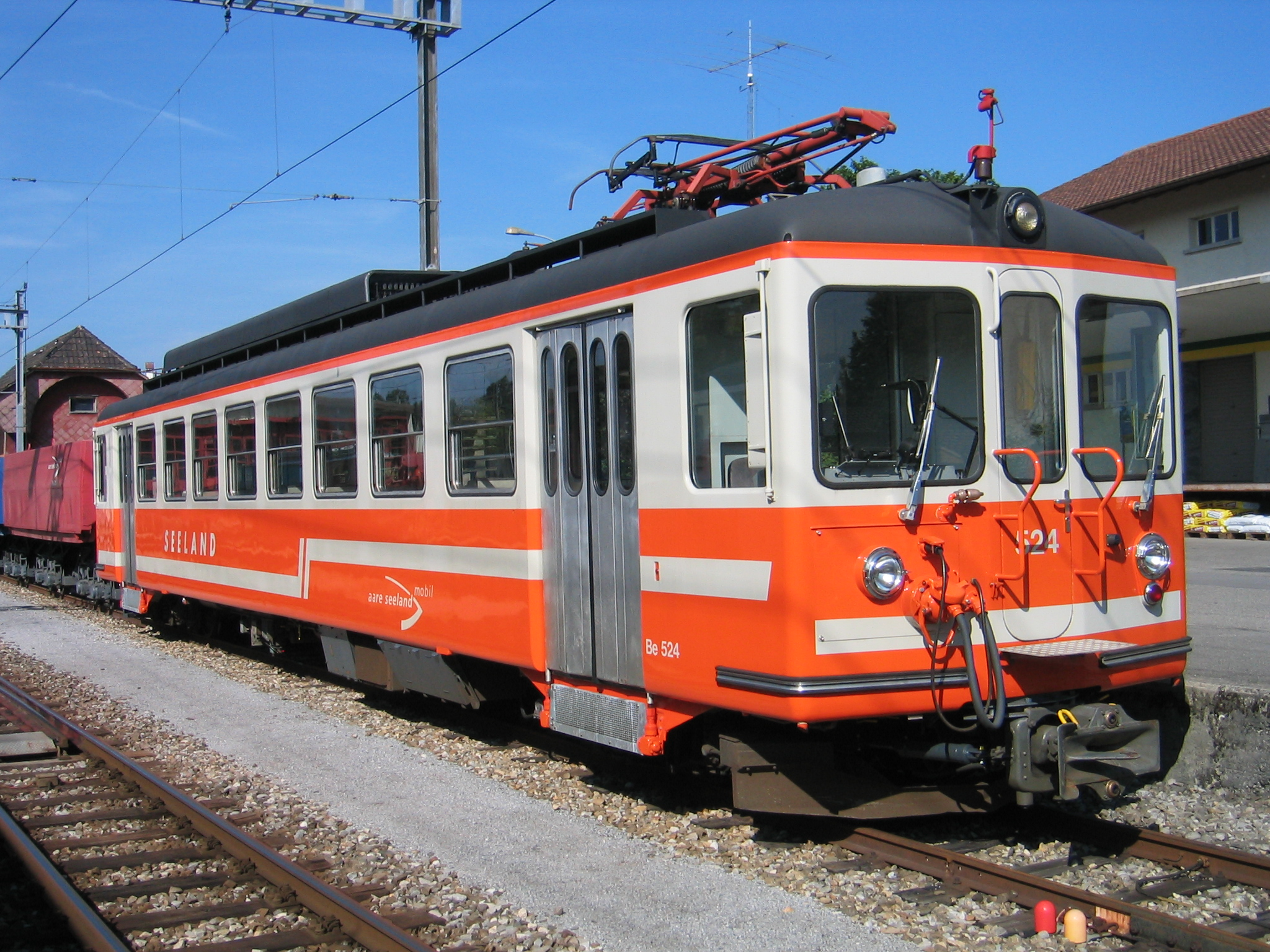
Be 4/4 524
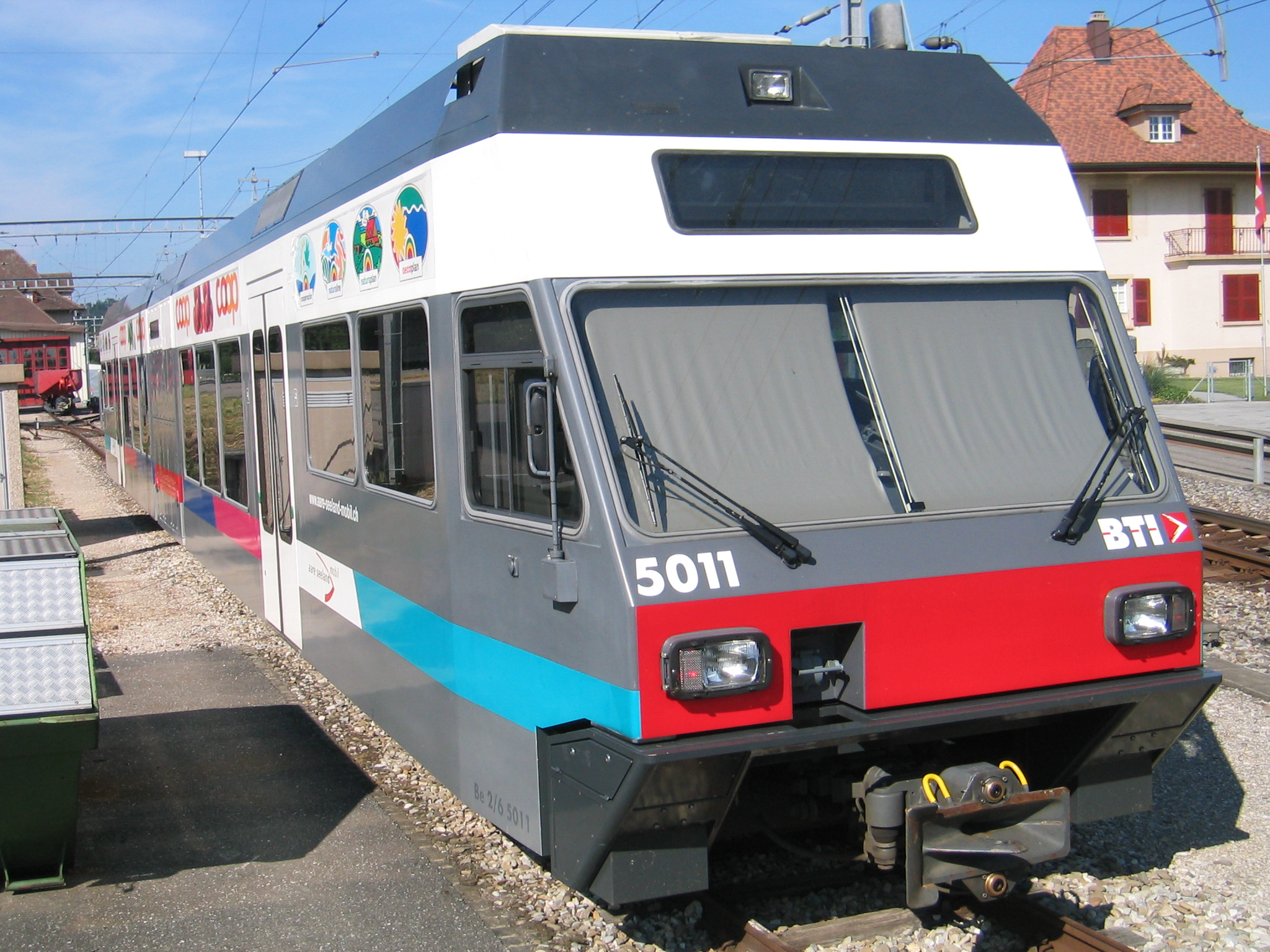
Be 2/6 501
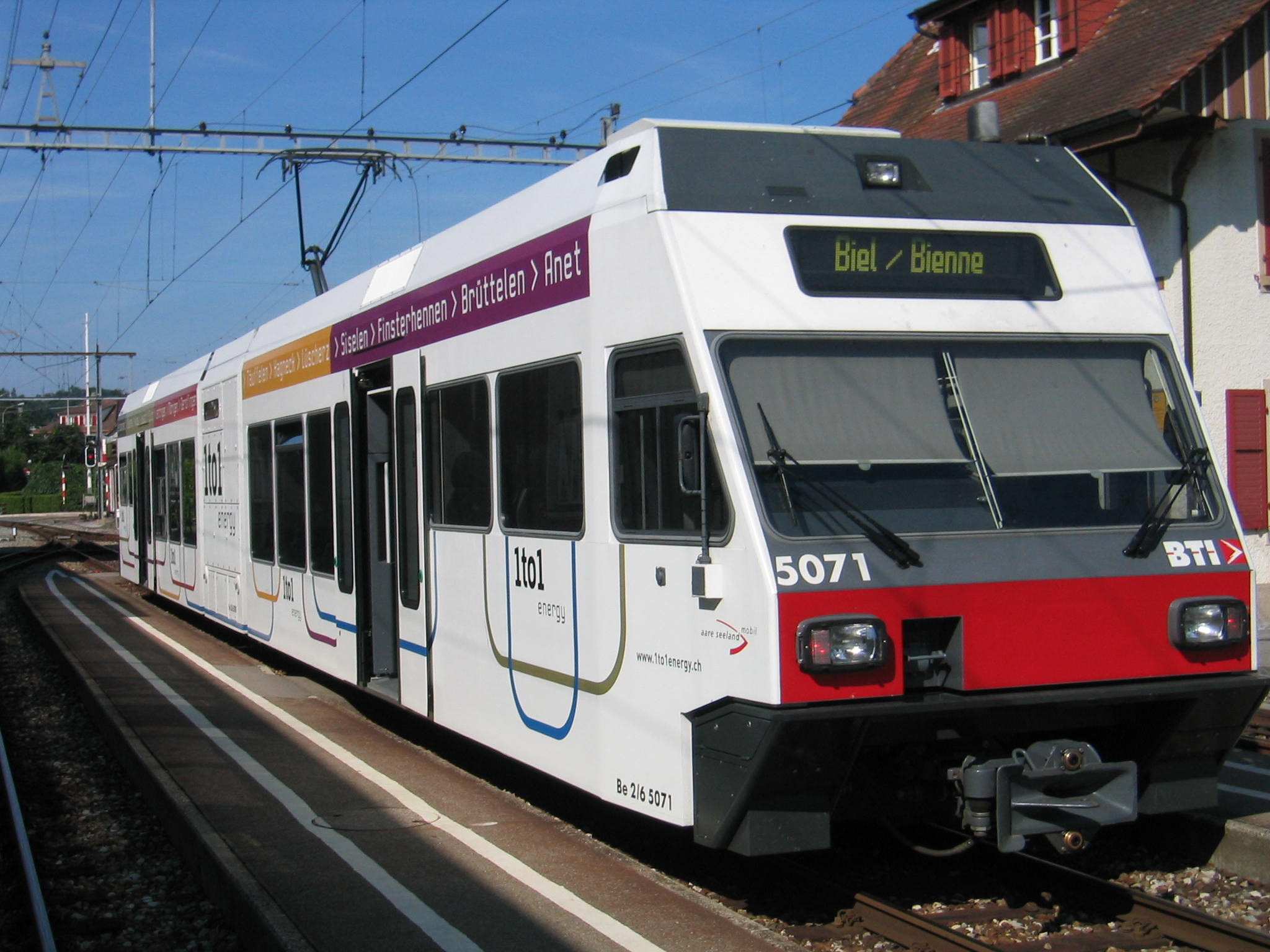
Be 2/6 507
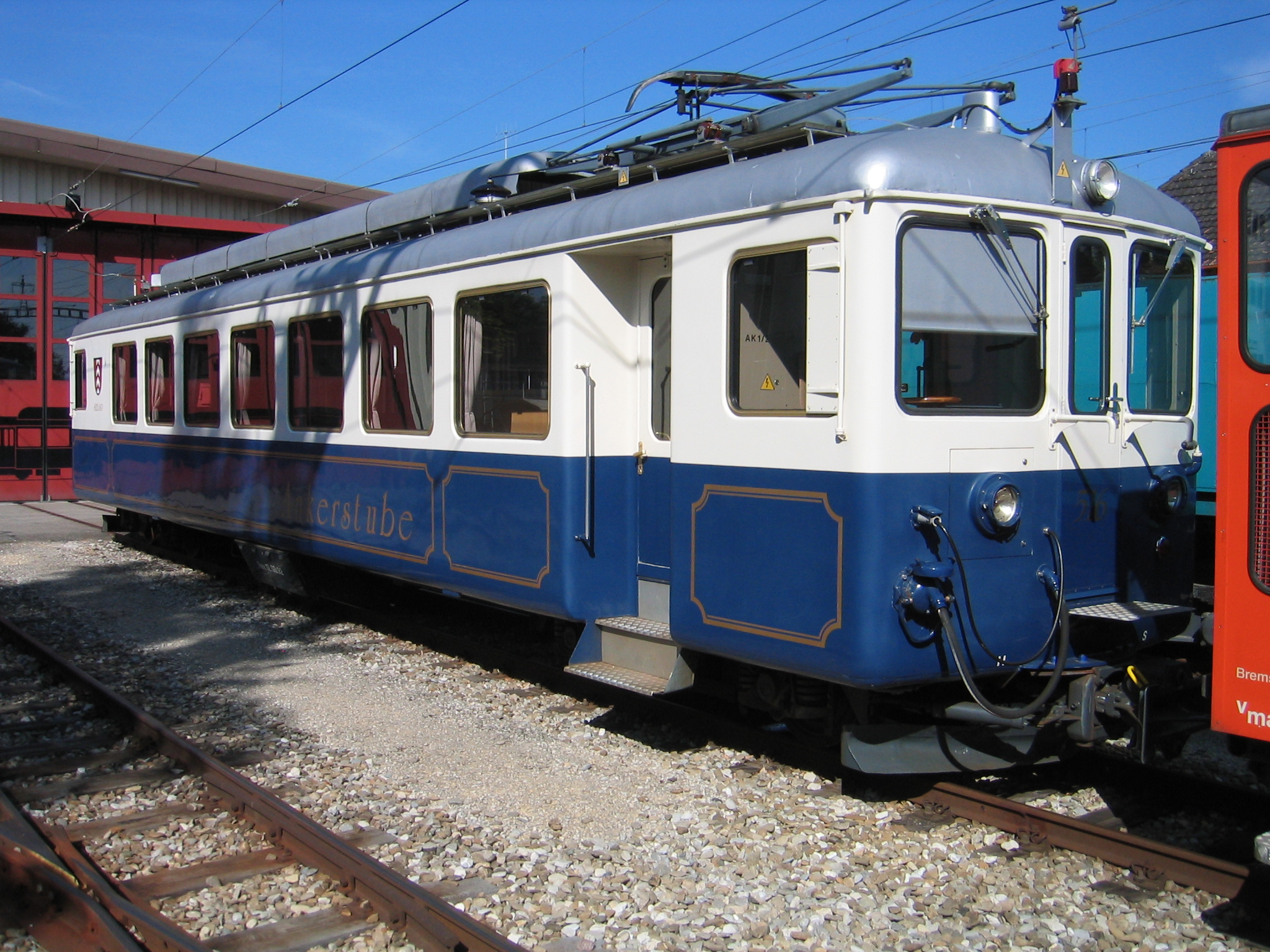
BRe 4/4 516 „Ankerstube“
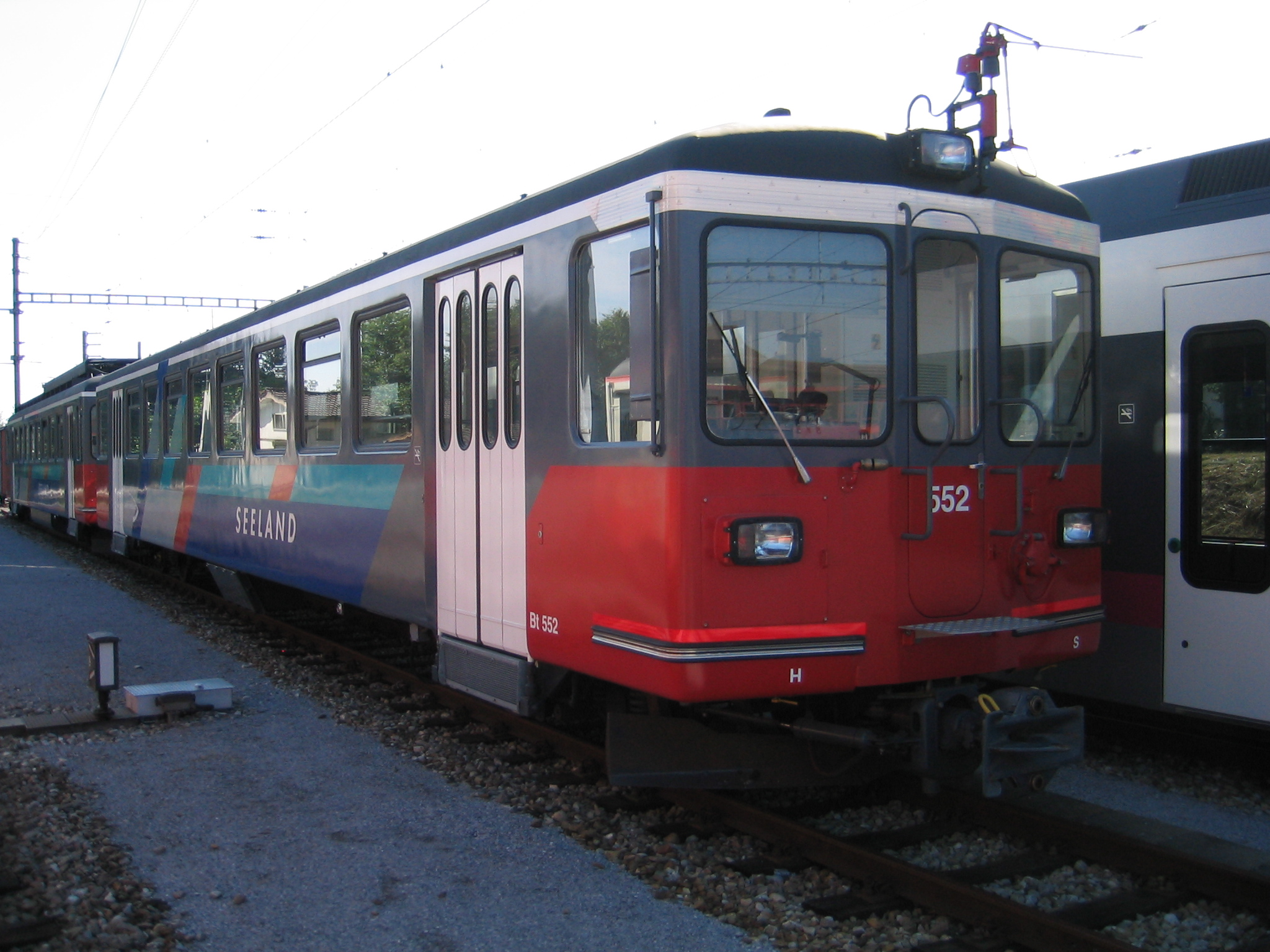
Bt 552
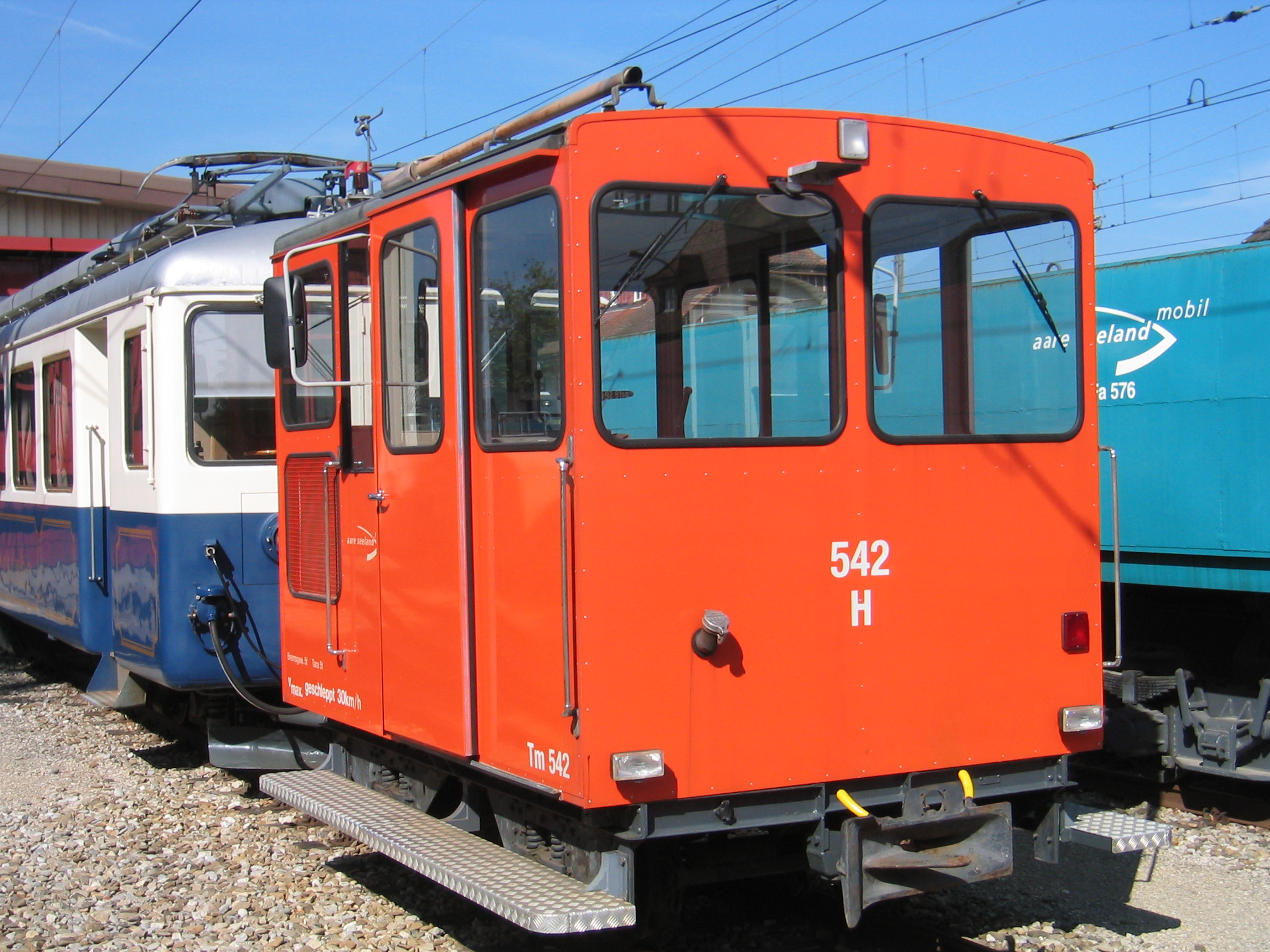
Tm 2/2 542